# 岡松壯三郎
岡松 壯三郎（おかまつ そうざぶろう、1937年3月20日 - ）は、日本の元通産官僚。元通商産業審議官、通商政策局長、生活産業局長、立地公害局長。退官後は、通商産業研究所から改組なった独立行政法人経済産業研究所の初代理事長等を歴任し、2009年現在は、一般財団法人工業所有権協力センター理事長。東京都出身。父は、商工次官を歴任した岡松成太郎。祖父は、京都帝国大学法科大学教授岡松参太郎。

## 経歴
- 1937年3月20日 - 東京府（現：東京都）に生まれる
- 1949年3月 - 東京高等師範学校附属小学校（現：筑波大学附属小学校）卒業
- 1955年3月 - 東京教育大学附属中学校・高等学校（現：筑波大学附属中学校・高等学校）卒業
- 1960年 - 東京大学法学部卒
- 1960年 - 通商産業省入省
入省同期に、熊野英昭、堺屋太一、松田岩夫、高橋達直など。
- 1975年 - 日本貿易振興機構・ニューヨークセンター次長
- 1980年 - 機械情報産業局電子政策課長
- 1982年 - 産業政策局産業資金課長
- 1983年 - 貿易局総務課長
- 1984年 - 大臣官房秘書課長
- 1985年 - 通商政策局経済協力部長
- 1986年 - 資源エネルギー庁公益事業部長
- 1987年 - 機械情報産業局次長
- 1988年 - 生活産業局長
- 1989年 - 立地公害局長
- 1991年 - 通商政策局長
- 1993年 - 通商産業審議官
- 1994年12月 - 退官
- 1995年 - 
通商産業省顧問
財団法人国際経済交流財団顧問
日本長期信用銀行顧問
野村総合研究所顧問
カリフォルニア大学サンディエゴ校 国際関係/太平洋研究大学院客員教授
アラビア石油株式会社副社長
- 1997年 - 虎ノ門政策研究会副会長
- 2000年 - 
大日本スクリーン製造株式会社顧問
独立行政法人経済産業研究所理事長
- 2001年 - 
株式会社サーベーラスジャパン アドバイザリーボード ヴァイスチェアマン
経済産業省顧問
気候変動枠組条約締結国会議 クリーン開発メカニズム理事会理事 副議長

## 参照
- 「通商産業省名鑑」（1993年版,時評社）
- 「経済産業省名鑑」（2000年版,時評社）